# Бесчестье (фильм)
«Бесчестье» (англ. Disgrace) — экранизация одноимённого романа Джона Максвелла Кутзее (англ. John Maxwell Coetzee), снятая австралийским кинорежиссёром Стивом Джейкобсом (англ. Steve Jacobs) по сценарию Анны Марии Монтичелли (англ. Anna Maria Monticelli).
Фильм был впервые представлен на международном кинофестивале в Торонто в 2008 году.

## Сюжет
Действие фильма происходит в современной Южно-Африканской Республике, переживающей последствия многолетнего апартеида. В фокусе повествования находится история Дэвида Лури (Джон Малкович), южноафриканского профессора англо-еврейского происхождения. Пользуясь своим служебным положением, он принуждает к сексу «цветную» студентку Мелани. После того, как случай получает огласку, его с позором изгоняют из Кейптаунского университета. Он решает отправиться к своей дочери-лесбиянке Люси, которая живёт в глухой провинции. По соседству с ней живёт со своей семьёй африканец Петрус. Поначалу Дэвид принимает его за прислугу (тот представляется как человек, который следит за собаками дочери), однако вскоре замечает, что Петрус временами ведёт себя слишком вольготно — например, может без предупреждения войти в дом дочери и начать смотреть телевизор.
Через несколько дней после приезда дочь жестоко насилует группа местных чернокожих парней, а самого профессора едва не убивают. Однако, когда он пытается разобраться и наказать виновных, он наталкивается на непонятное для него сопротивление и непонимание со стороны дочери. Роль Петруса в истории выглядит всё более непростой. Параллельно Дэвид безуспешно пытается найти примирение с семьёй Мелани и переживает ещё одно короткое любовное увлечение.

## В ролях
- Джон Малкович — профессор Дэвид Лури
- Джессика Хэйнс — Люси
- Эрик Эбуане — Петрус
- Антуанетт Энджел — Мелани Айзекс
- Чарльз Тертьенс — Райан
- Фиона Пресс — Бев Шоу
- Дэвид Деннис — мистер Айзекс

## Награды
- International Critics' Award (Приз ФИПРЕССИ) на международном кинофестивале в Торонто в 2008 году[2].